# كورتيس ماين
كورتيس ماين (بالإنجليزية: Curtis Main)‏ هو لاعب كرة قدم بريطاني في مركز الهجوم، ولد في 20 يونيو 1992 في ساوث شيلدز ‏ في المملكة المتحدة. لعب مع أولدهام أثلتيك ودارلينجتون إف سى وشروزبري تاون ونادي دونكاستر روفرز ونادي ميدلزبره.

## وصلات خارجية
- كورتيس ماين على موقع قاعدة بيانات كرة القدم.إي يو (الإنجليزية)
- كورتيس ماين على موقع Soccerbase.com (لاعب) (الإنجليزية)
- كورتيس ماين على موقع Soccerway.com (الإنجليزية)